# Roger Zelazny
Roger Joseph Zelazny (Euclid, Ohio, 13 de mayo de 1937-Santa Fe, Nuevo México, 14 de junio de 1995) fue un escritor estadounidense de historias de fantasía y ciencia ficción. Ganador en seis ocasiones del premio Hugo, incluyendo los otorgados a las novelas El señor de la luz (1968) y ...And Call Me Conrad (1966), más tarde publicada como Tú, el inmortal.
Fue hijo único de Joseph Frank Zelazny (Żelazny) y Josephine Sweet. Su padre había emigrado desde Polonia cuando era joven y conoció a su madre en Chicago. En la escuela superior, Roger Zelazny fue el editor del periódico del instituto y se unió al Creative Writing Club. En el otoño de 1955, comenzó a asistir a la universidad en el Western Reserve y se graduó con un Bachelor in Arts en inglés en 1959. Fue aceptado en la Universidad de Columbia de Nueva York y se especializó en teatro jacobino e isabelino, graduándose con un Master in Arts en 1962.
Tenía el raro don de concebir y retratar mundos con sistemas mágicos, poderes y seres supernaturales plausibles. Sus cautivadoras descripciones de los entresijos, los sucesos mágicos de sus mundos imaginados distinguieron sus obras de las de autores por lo demás similares.
Fue un escritor prolífico y creaba un escenario completamente nuevo para cada libro, con la notable excepción de las novelas de Ámbar y las bilogías relacionadas Madwand / The Changeling, La Isla de los Muertos / To Die in Italbar, y Dilvish, el Maldito / La Tierra Cambiante.

## Las novelas de Ámbar
Aunque sus primeras obras obtuvieron mayores aplausos por parte de la crítica, Zelazny probablemente es más conocido por las novelas de Ámbar (en inglés, Amber).

## Otros libros importantes
- 1966:
  - El Señor de los Sueños (Dream Master), también publicada como El que da Forma (He Who Shapes)
  - ...And Call Me Conrad, posteriormente publicada como Tú, el inmortal (This Immortal)
- 1968 - El señor de la luz (Lord of Light)
- 1969:
  - Criaturas de luz y tinieblas (Creatures of Light and Darkness)
  - La Isla de los Muertos (Isle of the Dead)
  - El Callejón de la Muerte (Damnation Alley), adaptada al cine
- 1971:
  - Jack of Shadows
  - El Amor es un Número Imaginario (The Doors Of His Face, The Lamps Of His Mouth)
- 1973 - Hoy escogemos rostros (Today We Choose Faces)
- 1976:
  - Doorways in the Sand
  - Deus Irae, con Philip K. Dick
  - Mi Nombre es Legión (My Name is Legion)
- 1979 - Señales en el Camino (Roadmarks)
- 1981:
  - The Changeling
  - Madwand
  - La Tierra Cambiante (The Changing Land)
- 1982 - Eye of Cat

Eye of Cat es probablemente la última de sus mejores obras. Posteriores trabajos en colaboración parecen ser principalmente obras del otro autor:
- 1990:
  - The Black Throne, con Fred Saberhagen
  - The Mask of Loki, con Thomas T. Thomas
- 1992 - Flare, con Thomas Timoux Thomas
- 1993 - A Night in the Lonesome October

Tras su muerte se publicaron dos libros como colaboraciones con Jane Lindskold:
- 1997 - Donnerjack
- 1999 - Lord Demon

## Antologías
- 1980 - The Last Defender of Camelot
- 1982 - Dilvish, el Maldito (Dilvish the Damned)
- Fire and Ice